# نيريا إليزالدي
نيريا إليزالدي زاماكونا (بالإسبانية: Nerea Elizalde Zamakona)‏ هي ممثلة سينمائية ومسرحية وتلفزيونية ومغنية وراقصة إسبانية، ولدت يوم 18 يونيو 1998 في بلباو في إسبانيا.

## روابط خارجية
- نيريا إليزالدي على موقع IMDb (الإنجليزية)